# Natsuko Takahashi
Natsuko Takahashi (高橋ナツコ?, Takahashi Natsuko; Takahashi, 19 settembre ...) è una sceneggiatrice giapponese. Ha debuttato nel campo dell'animazione nel 1988, lavorando come animatrice per il lungometraggio Akira, partecipando l'anno seguente anche a Piccolo Nemo - Avventure nel mondo dei sogni. Nel 2005 ha lavorato anche in Mimi wo sumaseba dello Studio Ghibli.
Debutta come sceneggiatrice soltanto nel 2003 con Ol Zenidô, ed in seguito ha lavorato in importanti serie come Maria-sama ga miteru, Bleach, Samurai 7, School Rumble, Mobile Suit Gundam SEED Destiny, Romeo × Juliet, Il conte di Montecristo e Fullmetal Alchemist. Ha scritto una light novel basata sulla serie Binan kōkō Chikyū bōei-bu Love!.